# Paul Haas
Paul Haas (Bienne, 1873 – ...) fu il terzo presidente del Futbol Club Barcelona, il primo presidente a non aver partecipato alla fondazione del club e a non aver giocato con la squadra blaugrana.
Tedesco, diventò presidente del FC Barcelona il 5 settembre 1902, assumendone il timone sino al 17 settembre 1903, in un periodo di transizione segnato da notevoli difficoltà economiche, causate dai costi del mantenimento del sodalizio e dalla forte polemica con la Federación Gimnástica Española, che pretendeva di organizzare un torneo senza stranieri allo scopo di controllare il calcio a Barcellona. Haas fu quindi tra i promotori della Asociación Catalana de Clubs de Fútbol, cui aderirono la maggior parte delle squadre dell'epoca.
Durante il suo mandato il Barcellona si ritirò dalla Copa Macaya 1902-1903 dopo che alla squadra era stata ingiustamente annullata una vittoria contro l'Hispània. Sugli sviluppi di questa polemica fu ideata la Copa Barcelona (precedente al Campionat de Catalunya, che avrebbe cominciato a giocarsi l'anno seguente), cui diede impulso lo stesso FC Barcelona, il quale si proclamò brillantemente campione con 12 vittorie su 14 partite giocate nel torneo.
Paul Haas introdusse una nuova disciplina, il rugby, nella polisportiva e cercò di diffonderlo, anche se non trovò molto seguito.
In quell'epoca le difficoltà finanziarie attanagliarono diversi club, che sparirono. Il Barcellona, oltre ad aver spinto per la creazione della Copa Barcelona, contribuì alla realizzazione della Copa Mercier. Si creò l'albo d'oro e si promossero altre iniziative. Paul Hass fu presidente del Barcellona per 377 giorni.